# Li Chang-Su
Li Chang-Su (12 de julio de 1967) es un deportista norcoreano que compitió en judo.
Ganó una medalla de bronce en el Campeonato Mundial de Judo de 1989, y una medalla de bronce en el Campeonato Asiático de Judo de 1988. En los Juegos Asiáticos de 1990 consiguió una medalla de plata.

## Palmarés internacional
| Campeonato Mundial  | Campeonato Mundial    | Campeonato Mundial | Campeonato Mundial |
| Año                 | Lugar                 | Medalla            | Categoría          |
| ------------------- | --------------------- | ------------------ | ------------------ |
| 1989                | Belgrado (Yugoslavia) | Medalla de bronce  | –71 kg             |
| Juegos Asiáticos    |                       |                    |                    |
| Año                 | Lugar                 | Medalla            | Categoría          |
| 1990                | Pekín (China)         | Medalla de plata   | –71 kg             |
| Campeonato Asiático |                       |                    |                    |
| Año                 | Lugar                 | Medalla            | Categoría          |
| 1988                | Damasco (Siria)       | Medalla de bronce  | –71 kg             |